# 당진 한씨
당진 한씨(唐津韓氏)는 충청남도 당진시를 본관으로 하는 한국의 성씨이다. 시조는 고려에서 문과에  급제해 문하시랑을 지낸 한공서(韓公瑞)이다.

## 참고 자료
- “당진한씨(唐津韓氏)”. 뿌리를 찾아서.[깨진 링크(과거 내용 찾기)]